# Pseudameira gracilis
Pseudameira gracilis är en kräftdjursart som beskrevs av Jakobi 1959. Pseudameira gracilis ingår i släktet Pseudameira och familjen Ameiridae. Arten är reproducerande i Sverige. Inga underarter finns listade i Catalogue of Life.